# (7063) Johnmichell
(7063) Johnmichell est un astéroïde de la ceinture principale.

## Description
(7063) Johnmichell est un astéroïde de la ceinture principale. Il fut découvert le 18 octobre 1991 à Kushiro par Seiji Ueda et Hiroshi Kaneda. Il présente une orbite caractérisée par un demi-grand axe de 2,40 UA, une excentricité de 0,13 et une inclinaison de 2,1° par rapport à l'écliptique.

## Étymologie
Cet astéroïde est nommé en l'honneur du physicien John Michell (1724–1793).